# Офиурида

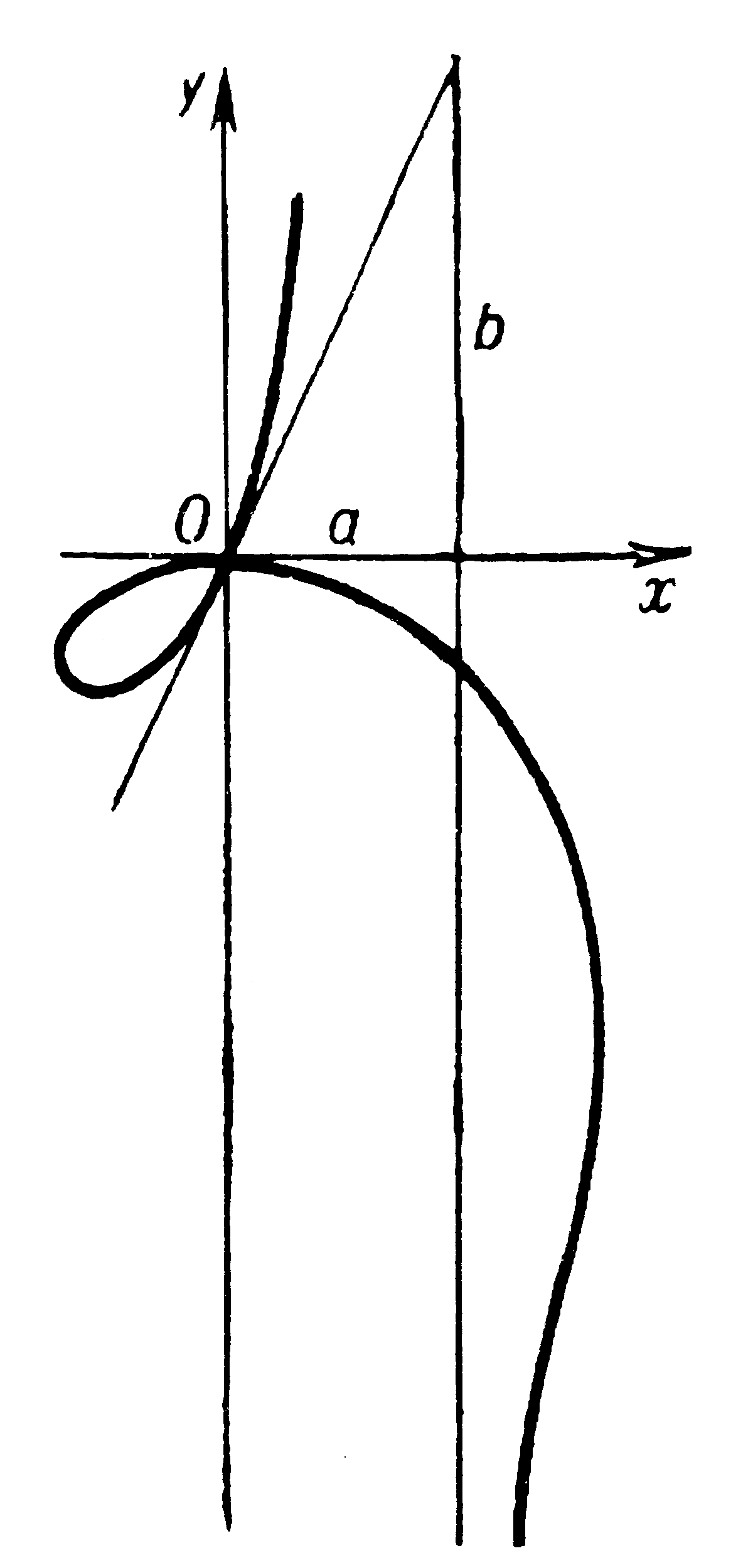

Офиури́да (от греч. οφις — змея и ουρά — хвост) — плоская алгебраическая кривая 3-го порядка.
Уравнение в прямоугольных координатах: x(x2 + y2) = y(ay − bx)
Офиурида имеет в начале координат узловую точку с касательными y = 0 и y = bx / a.
Асимптота x = a. 